# Qatari Handball League
La Qatari Handball League, è il massimo campionato nazionale di pallamano maschile in Qatar. Il campionato è organizzato e gestito dalla Qatar Handball Federation.La prima edizione della competizione si è tenuta nel 1981 e vide la vittoria dell'Al-Rayyan.
L'Al-Rayyan è anche la squadra campione nazionale in carica avendo conquistato il titolo al termine della stagione 2023-2024; per quello che è stato il quindicesimo successo della squadra nella storia della competizione, cosa che rende l'Al-Rayyan la squadra con il maggior numero di campionati conquistati.

## Squadre stagione 2024-2025
| Al-Rayyan  | Al Rayyan |
| Al-Gharafa | Doha      |
| Al-Ahli    | Doha      |
| Al-Duhail  | Doha      |
| Al-Arabi   | Doha      |
| Al-Sadd    | Doha      |
| Qatar SC   | Doha      |
| Al Wakrah  | Al Wakrah |
| Al Shamal  | Al Shamal |
| Al Khor    | Al Khor   |

## Albo d'oro
Albo d'oro aggiornato al termine della stagione 2023-2024
| Stagione | Campione   | Secondo posto | Terzo posto |
| -------- | ---------- | ------------- | ----------- |
| 1981–82  | Al-Rayyan  | Al-Arabi      | Qatar SC    |
| 1982–83  | Al-Arabi   | Qatar SC      | Al-Rayyan   |
| 1983–84  | Al-Rayyan  | Al-Sadd       | Al-Arabi    |
| 1984–85  | Al-Rayyan  | Al-Arabi      | Qatar SC    |
| 1985–86  | Al-Sadd    | Al-Rayyan     | Al-Arabi    |
| 1986–87  | Al-Rayyan  | Al-Nasar SC   | Al-Sadd     |
| 1987–88  | Al-Sadd    | Al-Arabi      | Al-Rayyan   |
| 1988–89  | Al-Sadd    | Al-Arabi      | Al-Rayyan   |
| 1989–90  | Qatar SC   | Al-Rayyan     | Al-Sadd     |
| 1990–91  | Al-Rayyan  | Al-Sadd       | Qatar SC    |
| 1991–92  | Qatar SC   | Al-Sadd       | Al-Rayyan   |
| 1992–93  | Al-Rayyan  | Al-Arabi      | Qatar SC    |
| 1993–94  | Al-Sadd    | Al-Rayyan     | Al-Ahli     |
| 1994–95  | Al-Ahli    | Al-Rayyan     | Qatar SC    |
| 1995–96  | Al-Ahli    | Al-Sadd       | Al-Rayyan   |
| 1996–97  | Al-Sadd    | Al-Rayyan     | Al-Ahli     |
| 1997–98  | Al-Rayyan  | Al-Ahli       | Al-Sadd     |
| 1998–99  | Al-Rayyan  | Al-Ahli       | Qatar SC    |
| 1999–00  | Al-Rayyan  | Al-Ahli       | Al-Arabi    |
| 2000–01  | Al-Sadd    | Al-Ahli       | Qatar SC    |
| 2001–02  | Al-Sadd    | Al-Rayyan     | Al-Ahli     |
| 2002–03  | Al-Rayyan  | Al-Sadd       | Al Wakrah   |
| 2003–04  | Al-Sadd    | Al-Ahli       | Al-Rayyan   |
| 2004–05  | Al-Rayyan  | Al-Ahli       | Al Wakrah   |
| 2005–06  | Al-Ahli    | Al-Rayyan     | Al-Sadd     |
| 2006–07  | Al-Ahli    | Al-Sadd       | Al Wakrah   |
| 2007–08  | Al-Rayyan  | Al-Ahli       | Al-Sadd     |
| 2008–09  | Al-Sadd    | Al-Ahli       | Al-Jaish    |
| 2009–10  | Al-Rayyan  | Al-Jaish      | Al-Sadd     |
| 2010–11  | Al-Jaish   | Al-Rayyan     | Al-Ahli     |
| 2011–12  | Al-Rayyan  | Al-Jaish      | Al-Gharafa  |
| 2012–13  | Lekhwiya   | Al-Qiuada SC  | Al-Jaish    |
| 2013–14  | Al-Jaish   | Al-Gharafa    | Lekhwiya    |
| 2014–15  | Al-Gharafa | Al-Sadd       | Al-Rayyan   |
| 2015–16  | Al-Jaish   | Lekhwiya      | Al-Rayyan   |
| 2016–17  | Al-Jaish   | Al-Qiuada SC  | Al-Rayyan   |
| 2017–18  | Al-Duhail  | Al Wakrah     | Al-Rayyan   |
| 2018–19  | Al Wakrah  | Al-Duhail     | Al-Sadd     |
| 2019–20  | Al-Arabi   | Al Wakrah     | Al-Duhail   |
| 2020–21  | Al-Duhail  | Al-Arabi      | Al Wakrah   |
| 2021–22  | Al-Duhail  | Al Wakrah     | Al-Rayyan   |
| 2022–23  | Al-Duhail  | Al-Gharafa    | Al-Rayyan   |
| 2023–24  | Al-Rayyan  | Al-Arabi      | Al-Duhail   |

## Vittorie pe squadra
| Club         | Campioni | Secondo posto | Terzo posto | Anni vittoria |
| ------------ | -------- | ------------- | ----------- | --- |
| Al-Rayyan    | 15       | 8             | 11          | 1981–82, 1983–84, 1984–85, 1986–87, 1990–91, 1992–93, 1997–98, 1998–99, 1999–2000, 2002–03, 2004–05, 2007–08, 2009–10, 2011–12, 2023–24 |
| Al-Sadd      | 9        | 7             | 7           | 1985–86, 1987–88, 1988–89, 1993–94, 1996–97, 2000–01, 2001–02, 2003–04, 2008–09                                                         |
| Al-Ahli      | 4        | 8             | 4           | 1994–95, 1995–96, 2005–06, 2006–07 |
| Al-Duhail    | 5        | 2             | 3           | 2012–13 (come Lekhwiya), 2017–18, 2020–21, 2021–22, 2022–23                                                                             |
| Al-Jaish     | 4        | 2             | 2           | 2010–11, 2013–14, 2015–16, 2016–17 |
| Al-Arabi     | 2        | 7             | 3           | 1982–83, 2019–20 |
| Qatar SC     | 2        | 1             | 7           | 1989–90, 1991–92 |
| Al Wakrah    | 1        | 3             | 4           | 2018–19 |
| Al-Gharafa   | 1        | 1             | 1           | 2014–15 |
| Al-Qiuada SC | –        | 2             | –           | – |
| Al-Nasar SC  | –        | 1             | –           | – |